# مارتن برادي
مارتن برادي (بالإنجليزية: Martin Brady)‏ هو سياسي أيرلندي، ولد في 7 مايو 1947 في جمهورية أيرلندا. حزبياً، نشط في فيانا فايل. وقد انتخب عضو مجلس الشيوخ من أيرلندا عن دائرة الأعضاء المعينون في مجلس الشيوخ الأيرلندي ‏ وقد انضم خلال فترته النيابية ‏ (24 يوليو 2007 – 25 أبريل 2011) للكتلة البرلمانية فيانا فايل وفي الانتخابات العمومية الإيرلندية 1997 ‏، انتخب نائب دييل عن دائرة Dublin North-East (Dáil constituency) ‏ وقد انضم خلال فترته النيابية ‏ (26 يونيو 1997 – 25 أبريل 2002) للكتلة البرلمانية فيانا فايل وفي الانتخابات العمومية الإيرلندية 2002 ‏، انتخب نائب دييل عن دائرة Dublin North-East (Dáil constituency) ‏ وقد انضم خلال فترته النيابية ‏ (6 يونيو 2002 – 26 أبريل 2007) للكتلة البرلمانية فيانا فايل.